# CTYVON
CTYVON est une série télévisée humoristique quotidienne québécoise en 148 épisodes de 25 minutes et diffusée entre le 4 septembre 1989 et le 29 mars 1990 à la Télévision de Radio-Canada.

## Synopsis
Série humoristique racontant les aventures d'un retraité qui fonde sa propre chaîne de télévision. Présentée quotidiennement pendant 148 épisodes, cette émission centrée sur le monde de la télévision ne connaîtra pas le succès attendu et sera retirée de l'écran après seulement une saison.

## Fiche technique
- Scénario : Joanne Arseneau, Pierre-Yves Bernard, François Camirand, Josée Fortier, Dominique LeBourhis, Claude Legault, Marie-Christine Lussier, Michel Morin, Louise Roy et Daniel Sirois
- Réalisation : Marie Brissette et Richard Lalumière
- Société de production : Productions Samedi de rire

## Distribution
- Yvon Deschamps : Yvon Lamarche, Ti-Blanc Lebrun
- Michèle Deslauriers : Mlle Sigouin
- Normand Brathwaite : Denis
- Normand Chouinard : Fernand Dumont, Ben Béland
- Jean-Claude Germain : Chroniqueur
- Marc Labrèche : Chroniqueur
- Judi Richards : Chroniqueuse
- Karine Deschamps : enfant
- Michel Rivard : interviewer
- Caroline Lavoie : Mado de Verchère

et aussi
- François Camirand
- Antoine Durand
- Thomas Graton
- Luc Guérin
- Armand Laroche
- Diane Lavallée
- Claude Legault
- Marie-Chantal Perron
- Pierrette Robitaille
- Jean-Louis Roux